# Список кантри-хитов № 1 2023 года (Billboard)

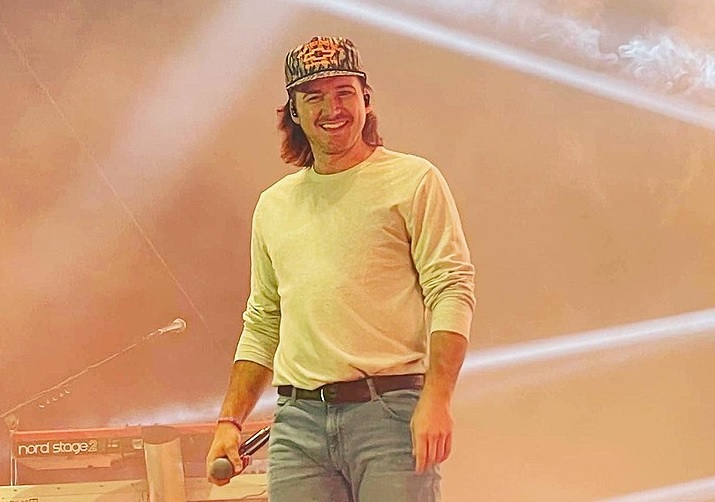
Морган Уоллен с песней «You Proof» увеличил рекорд Country Airplay до 10 недель на первом месте

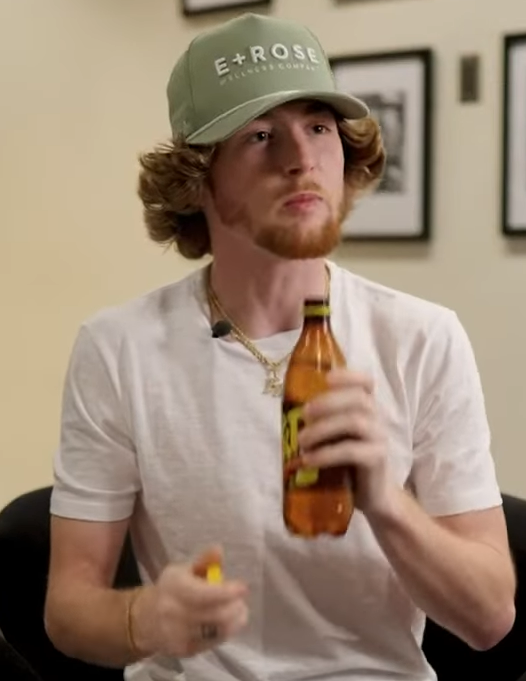
Бейли Циммерман возглавлял чарт Country Airplay шесть недель с песней «Rock and a Hard Place», затем с треком «Religiously»

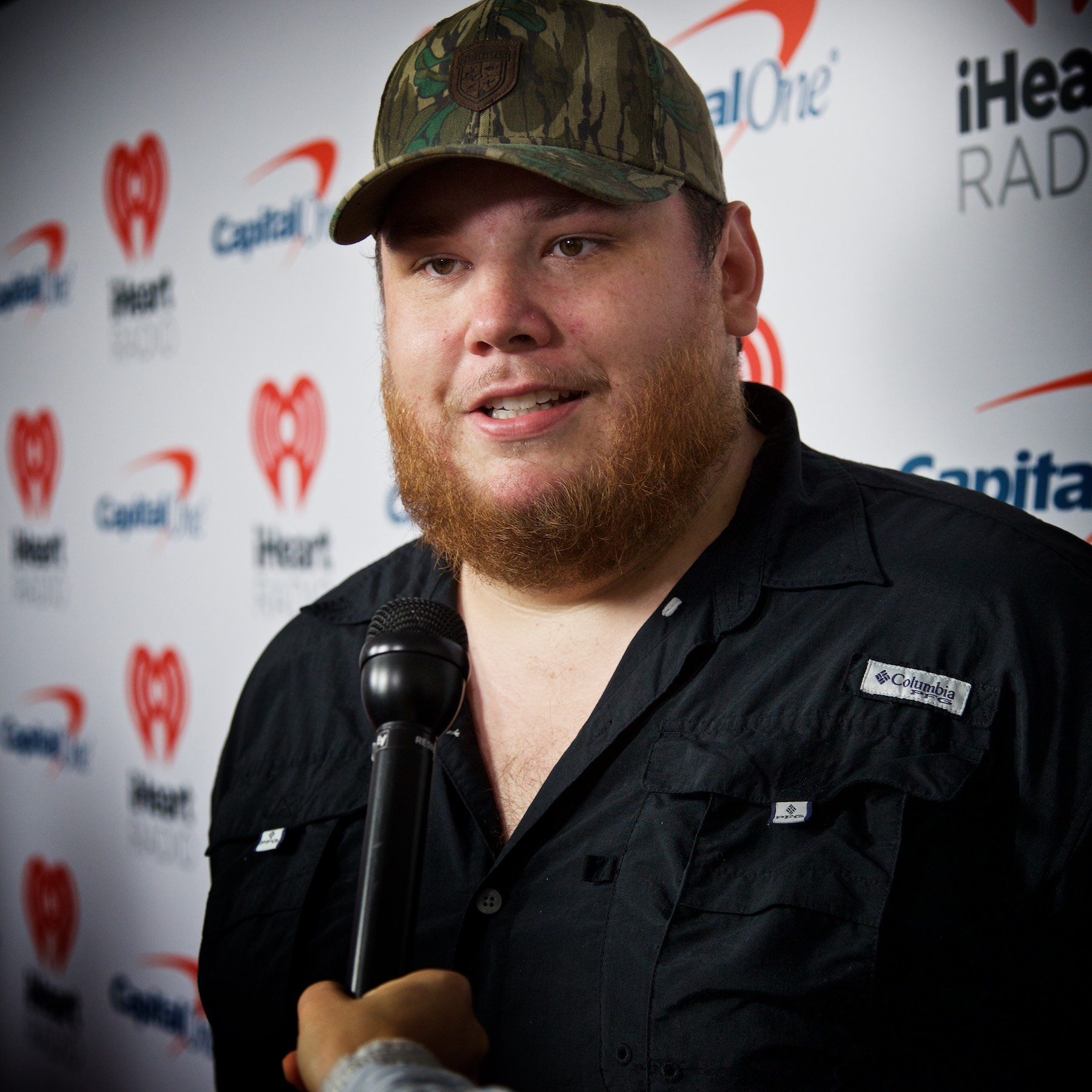
Три песни Люка Комбса лидировали в Country Airplay

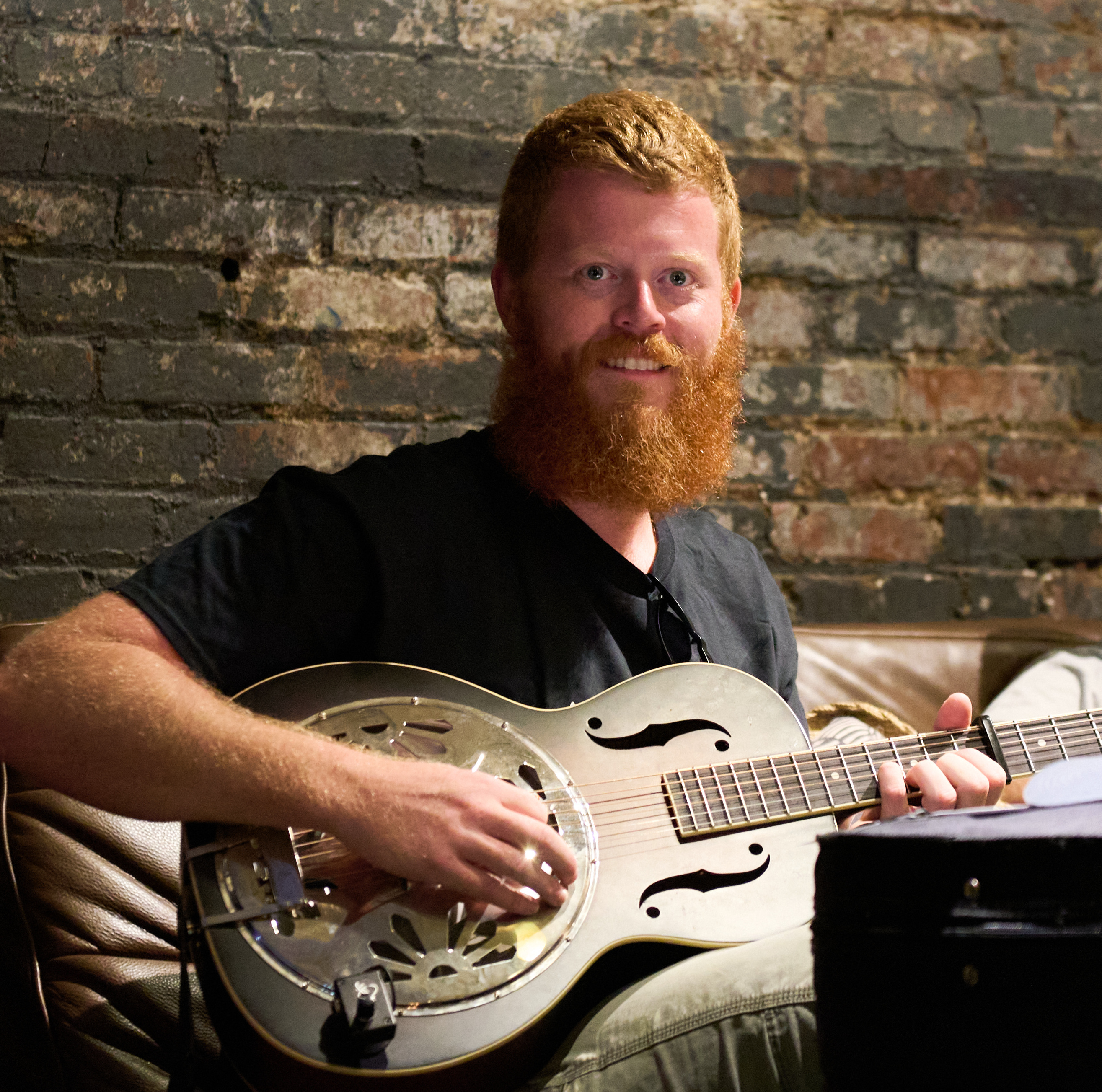
Oliver Anthony возглавлял чарты Hot Country Songs и Hot 100 с хитом «Rich Men North of Richmond»

Список кантри-хитов № 1 2023 года включает самые популярные песни жанра кантри-музыки, которые возглавляли американский хит-парад Hot Country Songs журнала Billboard в 2023 году (данные стали известны заранее, так как публикуются на неделю вперёд).
При составлении Hot Country Songs учитываются цифровые загрузки, стриминг, и радиоэфирные ротации не только кантри-радио, но от радиостанций всех форматов по методике введённой в 2012 году. В радиочарте Country Airplay, который был введён в 2012 году, учитываются только ротации песен и только на кантри-радиостанциях, то есть та методика, что применялась с 1990 до 2012 года при составлении Hot Country Songs до его перехода на мультиметрику.

## История
- 7 января хит-парад Hot Country Songs возглавила песня «Something in the Orange» (первый чарттоппер музыканта Зака Брайана), а чарт Country Airplay снова возглавил сингл «You Proof» кантри-исполнителя Моргана Уоллена (в сумме 10 неделя лидерства и это очередное увеличение рекорда)[1].
- 14 января хит-парад Country Airplay возглавила песня «Son of a Sinner» 38-летнего певца Джелли Ролла (Jason DeFord), став его первым номером один[5][6].
- 21 января хит-парад Country Airplay возглавила песня «What My World Spins Around» 34-летнего певца Джордана Дэвиса (Jordan Carl Wheeler Davis), став его 4-м номером один[7][8].
- 18 февраля хит-парад Hot Country Songs возглавил трек «Last Night» Моргана Уоллена (7-й его чарттоппер), а чарт Country Airplay возглавил сингл «Thank God» семейного дуэта Кейна Брауна и Katelyn Brown (их 9-й и 1-й чарттопперы; они поженились в 2018 году). Это лишь второй «супружеский» номер один в истории после 1997 года когда лидировали Тим Макгро и Фейт Хилл с песней «It’s Your Love» (но формально в 2013 году на первом месте был ещё Блейк Шелтон и группа Pistol Annies в которой пела его тогдашняя жена Миранда Ламберт песней «Boys ‘Round Here»)[9][10]. Впервые в истории все три первых места занимали сингнлы одного артиста, Моргана Уолена: «Last Night» (№ 1), «Thought You Should Know» (№ 2) и «You Proof» (№ 3)[11].
- 25 февраля Country Airplay возглавил сингл «Thought You Should Know» Моргана Уоллена (8-й его чарттоппер). Уоллен написал песню в соавторстве с Николь Гальон (Nicolle Galyon) и Мирандой Ламберт, последняя из которых получила свой первый номер 1 в Country Airplay в качестве автора для другого исполнителя, после того как она стала автором трёх песен, которые она записала сама (среди семи её общих лидеров в качестве записывающегося артиста)[12]. Уоллен стал первым с 2019 года артистом возглавившим сразу пять кантри-чартов: Hot Country Songs, Country Airplay, Country Streaming Songs, Country Digital Song Sales и Top Country Albums[13].
- 18 марта песни Моргана Уоллена заняли все 9 верхних мест Hot Country Songs, новый исторический рекорд этого хит-парада. Прошлый рекорд также принадлежал Уоллену и был равен 6 хитам в Топ-10 в январе 2021 года. В полной версии этого чарта из 50 позиций отметились 35 из 36 треков (все кроме «Don’t Think Jesus») альбома One Thing at a Time, возглавившего Top Country Albums. И здесь прошлый рекорд также у Уоллена: 27 треков 23 января 2021 года, когда вышел Dangerous: The Double Album. Также Уоллен стал первым кантри-артистом, который одновременно возглавил Artist 100[англ.], Hot 100 & Billboard 200[14][15].
- 15 апреля в Hot Country Songs девятую неделю подряд лидировал сингл «Last Night». Также Уоллен стал первым исполнителем с тремя сольными треками одновременно в Топ-15 чарта Country Airplay (с запуска чарта в 1990 году): «Thought You Should Know» (№ 5), «One Thing at a Time» (№ 10) и «Last Night» (№ 13). Два других исполнителя одновременно имели в чарте сразу по три песни в топ-15 Country Airplay, но совместно с другими музыкантами: Тим Макгро в течение двух недель в 2016 году (благодаря сотрудничеству с группами Big & Rich[англ.] и Florida Georgia Line) и Кенни Чесни в 2004 году (вместе с Джимми Баффеттом и Uncle Kracker[англ.])[16]. 29 апреля Уоллен увеличил свой рекорд до трёх треков в Топ-10 чарта Country Airplay: «Thought You Should Know» (№ 7), «One Thing at a Time» (№ 9) и «Last Night» (№ 13 → № 8)[17].
- 29 июля чарт возглавил сингл «Try That in a Small Town» Джейсона Олдина. После выхода клипа в июле 2023 года песня стала предметом широкой полемики и внимания СМИ, что вызвало решение теле-канала кантри-музыки CMT снять его с ротации, а также привело к дальнейшему обсуждению лирического содержания песни как пропагандирующего насилие и самосуд в ответ на буйства и грабежи в период активности протестных движений[18][19][20][21].
- 19 августа был зафиксирован третий рекордный случай, когда сразу два хита одного исполнителя находилиcь в Топ-3 Country Airplay одновременно. Это песни Люка Комсба: «Fast Car» на № 2 (после пяти недель нахождения на первом месте) и «Love You Anyway» на № 3. Ранее за всю историю чарта Country Airplay (запущенного в январе 1990 года) было только два подобных случая. В 2002 году это впервые сделал Тим Магроу с песнями «Bring On the Rain» (вместе с Джо Ди Мессина) и «The Cowboy in Me» (две недели подряд в Топ-3 в марте 2002 года). И в 2014 году Люк Брайан с песнями «Play It Again» и участвуя в хите группе Florida Georgia Line «This Is How We Roll» (три недели в Топ-3 начиная с мая 2014 года)[22].

## Список
| Дата        | Hot Country Songs[A]         | Hot Country Songs[A]                   | Hot Country Songs[A] | Country Airplay[B]                 | Country Airplay[B]        | Country Airplay[B] |
| Дата        | Название                     | Исполнитель                            | Ссылка               | Название                           | Исполнитель               | Ссылка             |
| ----------- | ---------------------------- | -------------------------------------- | -------------------- | ---------------------------------- | ------------------------- | ------------------ |
| 7 января    | «Something in the Orange»    | Зак Брайан                             | [ 23 ]               | «You Proof»                        | Морган Уоллен             | [ 1 ] [ 24 ]       |
| 14 января   | «Something in the Orange»    | Зак Брайан                             | [ 25 ]               | «Son of a Sinner»                  | Джелли Ролл               | [ 5 ] [ 26 ]       |
| 21 января   | «Something in the Orange»    | Зак Брайан                             | [ 27 ]               | «What My World Spins Around»       | Jordan Davis              | [ 7 ] [ 28 ]       |
| 28 января   | «Something in the Orange»    | Зак Брайан                             | [ 29 ]               | «What My World Spins Around»       | Jordan Davis              | [ 30 ]             |
| 4 февраля   | «Something in the Orange»    | Зак Брайан                             | [ 31 ]               | «Whiskey on You»                   | Нейт Смит                 | [ 32 ]             |
| 11 февраля  | «Something in the Orange»    | Зак Брайан                             | [ 33 ]               | «Whiskey on You»                   | Нейт Смит                 | [ 34 ]             |
| 18 февраля  | «Last Night»                 | Морган Уоллен                          | [ 35 ]               | «Thank God»                        | Кейн Браун и Кэтлин Браун | [ 36 ]             |
| 25 февраля  | «Last Night»                 | Морган Уоллен                          | [ 37 ]               | «Thought You Should Know»          | Морган Уоллен             | [ 38 ]             |
| 4 марта     | «Last Night»                 | Морган Уоллен                          | [ 39 ]               | «Thought You Should Know»          | Морган Уоллен             | [ 40 ]             |
| 11 марта    | «Last Night»                 | Морган Уоллен                          | [ 41 ]               | «Thought You Should Know»          | Морган Уоллен             | [ 42 ]             |
| 18 марта    | «Last Night»                 | Морган Уоллен                          | [ 43 ]               | «Going, Going, Gone»               | Люк Комбс                 | [ 44 ]             |
| 25 марта    | «Last Night»                 | Морган Уоллен                          | [ 45 ]               | «Going, Going, Gone»               | Люк Комбс                 | [ 46 ]             |
| 1 апреля    | «Last Night»                 | Морган Уоллен                          | [ 47 ] [ 48 ]        | «Rock and a Hard Place»            | Bailey Zimmerman          | [ 49 ]             |
| 8 апреля    | «Last Night»                 | Морган Уоллен                          | [ 50 ]               | «Rock and a Hard Place»            | Bailey Zimmerman          | [ 51 ]             |
| 15 апреля   | «Last Night»                 | Морган Уоллен                          | [ 52 ]               | «Rock and a Hard Place»            | Bailey Zimmerman          | [ 53 ]             |
| 22 апреля   | «Last Night»                 | Морган Уоллен                          | [ 54 ]               | «Rock and a Hard Place»            | Bailey Zimmerman          | [ 55 ]             |
| 29 апреля   | «Last Night»                 | Морган Уоллен                          | [ 56 ]               | «Rock and a Hard Place»            | Bailey Zimmerman          | [ 57 ]             |
| 6 мая       | «Last Night»                 | Морган Уоллен                          | [ 58 ]               | «Rock and a Hard Place»            | Bailey Zimmerman          | [ 59 ]             |
| 13 мая      | «Last Night»                 | Морган Уоллен                          | [ 60 ]               | «Last Night»                       | Морган Уоллен             | [ 61 ]             |
| 20 мая      | «Last Night»                 | Морган Уоллен                          | [ 62 ]               | «Last Night»                       | Морган Уоллен             | [ 63 ]             |
| 27 мая      | «Last Night»                 | Морган Уоллен                          | [ 64 ]               | «Last Night»                       | Морган Уоллен             | [ 65 ]             |
| 3 июня      | «Last Night»                 | Морган Уоллен                          | [ 66 ]               | «Last Night»                       | Морган Уоллен             | [ 67 ]             |
| 10 июня     | «Last Night»                 | Морган Уоллен                          | [ 68 ]               | «Last Night»                       | Морган Уоллен             | [ 69 ]             |
| 17 июня     | «Last Night»                 | Морган Уоллен                          | [ 70 ]               | «Last Night»                       | Морган Уоллен             | [ 71 ]             |
| 24 июня     | «Last Night»                 | Морган Уоллен                          | [ 72 ]               | «Last Night»                       | Морган Уоллен             | [ 73 ]             |
| 1 июля      | «Last Night»                 | Морган Уоллен                          | [ 74 ]               | «Last Night»                       | Морган Уоллен             | [ 75 ]             |
| 8 июля      | «Last Night»                 | Морган Уоллен                          | [ 76 ]               | «Fast Car»                         | Люк Комбс                 | [ 77 ]             |
| 15 июля     | «Last Night»                 | Морган Уоллен                          | [ 78 ]               | «Fast Car»                         | Люк Комбс                 | [ 79 ]             |
| 22 июля     | «Last Night»                 | Морган Уоллен                          | [ 80 ]               | «Fast Car»                         | Люк Комбс                 | [ 81 ]             |
| 29 июля     | «Try That in a Small Town»   | Джейсон Олдин                          | [ 18 ] [ 82 ]        | «Fast Car»                         | Люк Комбс                 | [ 83 ] [ 84 ]      |
| 5 августа   | «Try That in a Small Town»   | Джейсон Олдин                          | [ 85 ]               | «Fast Car»                         | Люк Комбс                 | [ 86 ]             |
| 12 августа  | «Last Night»                 | Морган Уоллен                          | [ 87 ]               | «Need a Favor»                     | Jelly Roll                | [ 88 ]             |
| 19 августа  | «Last Night»                 | Морган Уоллен                          | [ 89 ]               | «Need a Favor»                     | Jelly Roll                | [ 90 ]             |
| 26 августа  | «Rich Men North of Richmond» | Oliver Anthony Music                   | [ 91 ]               | «Need a Favor»                     | Jelly Roll                | [ 92 ]             |
| 2 сентября  | «Rich Men North of Richmond» | Oliver Anthony Music                   | [ 93 ]               | «Need a Favor»                     | Jelly Roll                | [ 94 ]             |
| 9 сентября  | «I Remember Everything»      | Зак Брайан при участии Кейси Масгрейвс | [ 95 ]               | «Love You Anyway»                  | Люк Комбс                 | [ 96 ]             |
| 16 сентября | «I Remember Everything»      | Зак Брайан при участии Кейси Масгрейвс | [ 97 ]               | «Bury Me in Georgia»               | Кейн Браун                | [ 98 ]             |
| 23 сентября | «I Remember Everything»      | Зак Брайан при участии Кейси Масгрейвс | [ 99 ]               | «Angels (Don't Always Have Wings)» | Томас Ретт                | [ 100 ]            |
| 30 сентября | «Fast Car»                   | Люк Комбс                              | [ 101 ]              | «Religiously»                      | Бейли Циммерман           | [ 102 ]            |
| 7 октября   | «Fast Car»                   | Люк Комбс                              | [ 103 ]              | «Watermelon Moonshine»             | Лэйни Уилсон              | [ 104 ]            |
| 14 октября  | «Fast Car»                   | Люк Комбс                              | [ 105 ]              | «Watermelon Moonshine»             | Лэйни Уилсон              | [ 106 ]            |
| 21 октября  | «Fast Car»                   | Люк Комбс                              | [ 107 ]              | «Watermelon Moonshine»             | Лэйни Уилсон              | [ 108 ]            |
| 28 октября  | «I Remember Everything»      | Зак Брайан при участии Кейси Масгрейвс | [ 109 ]              | «Thinkin' Bout Me»                 | Morgan Wallen             | [ 110 ]            |
| 4 ноября    | «I Remember Everything»      | Зак Брайан при участии Кейси Масгрейвс | [ 111 ]              | «Thinkin' Bout Me»                 | Morgan Wallen             | [ 112 ]            |
| 11 ноября   | «I Remember Everything»      | Зак Брайан при участии Кейси Масгрейвс | [ 113 ]              | «Thinkin' Bout Me»                 | Morgan Wallen             | [ 114 ]            |
| 18 ноября   | «I Remember Everything»      | Зак Брайан при участии Кейси Масгрейвс | [ 115 ]              | «Thinkin' Bout Me»                 | Morgan Wallen             | [ 116 ]            |
| 25 ноября   | «I Remember Everything»      | Зак Брайан при участии Кейси Масгрейвс | [ 117 ]              | «Thinkin' Bout Me»                 | Morgan Wallen             | [ 118 ]            |
| 2 декабря   | «I Remember Everything»      | Зак Брайан при участии Кейси Масгрейвс | [ 119 ]              | «Can’t Have Mine»                  | Dylan Scott               | [ 120 ]            |
| 9 декабря   | «I Remember Everything»      | Зак Брайан при участии Кейси Масгрейвс | [ 121 ]              | «Save Me»                          | Jelly Roll с Лэйни Уилсон | [ 122 ]            |
| 16 декабря  | «I Remember Everything»      | Зак Брайан при участии Кейси Масгрейвс | [ 123 ]              | «Save Me»                          | Jelly Roll с Лэйни Уилсон | [ 124 ]            |
| 23 декабря  | «I Remember Everything»      | Зак Брайан при участии Кейси Масгрейвс | [ 125 ]              | «World on Fire»                    | Нейт Смит                 | [ 126 ]            |
| 30 декабря  | «I Remember Everything»      | Зак Брайан при участии Кейси Масгрейвс | [ 127 ]              | «World on Fire»                    | Нейт Смит                 | [ 128 ]            |

Примечания
- A^ — Country Songs — суммарный кантри-чарт, с учетом интернет-скачиваний (цифровых продаж), потокового контента и радиоэфиров.
- B^ — Country Airplay — радиоэфирный кантри-чарт (до 20 октября 2012 года был единственным и основным).